# Церква Христа (Єрусалим)
Церква Христа — англіканська церква, що розташована у старому місті Єрусалима. Церква розташована за Яфськими воротами напроти цитаделі Давида. Зараховується до найстаріших протестантських церков Близького Сходу.
Спочатку церква була відома за назвою як «Апостольська англіканська церква», та 21 січня 1849 року посвячена єпископом Самюелем Ґобатом як Церква Христа. Пізніше три архітектори працювали з будівлею церкви. До 1899 року Церква Христа була осередком англіканської церкви. З освяченням кафедрального Собору святого Георгія церква втратила свою центральну роль. Під час Першої світової війни у Церкві Христа розміщувалося британське консульство. Будівля церкви залишилася незруйнованою і після численних конфліктів на території Єрусалима та використовувалася численними англомовними, арабомовними конгрегаціями.